# 兵庫県立武庫工業高等学校
兵庫県立武庫工業高等学校（ひょうごけんりつ むここうぎょうこうとうがっこう）は、兵庫県尼崎市武庫之荘にあった県立の工業高等学校である。

## 概要
技能五輪銅メダリスト（溶接科出身者）を輩出した高校でもある。
設立当初は、尼崎市、西宮市、伊丹市と誘致合戦が繰り広げられた。当初、尼崎工業高校と尼崎産業高校を抱える尼崎に建設される事は不利と見られていた。しかし、開校予定地の地権者がわずか6名と少ないことが決め手となり、仮称「尼崎北工業高校」が設立された。後に、消防署より「尼崎北高校」と混同する恐れがあるとの指摘を受け、武庫工業高校へ名称変更した。
取得当時の敷地は広大で、現在の尼崎市営時友団地から阪神バス武庫之荘総合高校前付近までが敷地であった。
この広大な敷地をもてあました尼崎市は、山陽新幹線はともかく市営団地や警察官宿舎、公務員宿舎を建設した。
当時の武庫工は溶接科を別科として抱えて発足したが昭和40年代前半に本科として統合。ここに、全国でも37科しかない設備工業科、2つしかない溶接科、1つしかない原動機械科を抱えた特色ある工業高校が誕生した。
（このような経緯もあり、機械科/電気科と溶接科、設備工業科、工業化学科などの期は異なる。）
だが、学生紛争の影響と使途不明金問題による全校集会の最中に当時の校長が倒れる事態が原因となり、荒廃の一途をたどる。平成に入り通産省研究指定校や、資格取得奨励、くくり募集と推薦募集でかなりの改善を示すが、兵庫県の学校統廃合により隣接していた兵庫県立武庫荘高等学校との統廃合への道を選ぶ。
ちなみに、末期の状況は全国的に見ても先進的な取り組みを行っていた。
平成12年度では当時の機械科2年生全員がジュニアインターンシップを実施。引き続いて、平成13年度では学科を横断して希望者によるジュニアインターンシップを実施した。また、平成12年度には「若人の賞」受賞者を輩出した。このように、取り組みの成果は一部でていた。

## 沿革
- 1962年（昭和37年） - 兵庫県立武庫工業高等学校が開校。開校当初は機械、電気のみで発足。
- 2005年（平成17年）3月31日 - 兵庫県立武庫荘高等学校とともに兵庫県立武庫荘総合高等学校に統廃合され、閉校。

## 設置学科
- 電気
- 機械科
- 設備工業科
- 原動機械科
- 溶接科
- 工業化学科

## 出身者
- 濵田幸一（アースインフィニティ創業者・社長）
- 中野誠吾（元プロ野球選手）
- 澤田義和（競輪選手）
- 長谷川宏（お笑い芸人、ティーアップ）
- あらきあきゆき（広島吉本所属のお笑い芸人）